# Philoliche gravoti
Philoliche gravoti är en tvåvingeart som först beskrevs av Surcouf 1908.  Philoliche gravoti ingår i släktet Philoliche och familjen bromsar. Inga underarter finns listade i Catalogue of Life.